# Educador social
El educador social es un profesional en la educación que interviene en la realidad sociocultural para mejorarla y ayudar en la emancipación de personas con dificultades sociales o en riesgo de exclusión social. Esta figura surge a finales de los años 1980, afianzándose en la década de los 90, como respuesta a la necesidad social de una figura diferente al trabajador social y al monitor. Es de gran necesidad en la sociedad actual, ya que es mediador entre la población y el estado y su fin último es el de defender los derechos humanos.
El educador social desarrolla acciones de intervención y mediación socioeducativa en diferentes escenarios, con el fin de mejorar la realidad de las personas con las que interviene. Para ello debe estar, permanecer y acompañar a las personas, acompañarlas en su dolor, prestarles su apoyo y su tiempo. El educador social debe ponerse en la piel de la otra persona, adentrarse en su mundo y saber identificar las necesidades de cada uno, dejando que actúe libremente mientras va formando su propia identidad y toma las riendas de su vida, sin despojarlo nunca de su capacidad de decidir por sí mismo.
El educador social trabaja en los campos de la educación no formal. Los ámbitos en los que desempeña su actuación profesional, tanto a nivel local, regional, nacional e internacional, son:
- Desarrollo comunitario y generación de redes sociales.
- Animación sociocultural y gestión cultural.
- Intervención socioeducativa en el contexto familiar, escolar y laboral.
- Educación para el ocio y tiempo libre.
- Intervención socioeducativa en educación ciudadana (educación ambiental, salud, género, vial, intercultural, cooperación internacional, etc.)
- Educación de adultos y personas mayores.
- Acción socioeducativa con minorías y grupos sociales desfavorecidos.

## Educación social en España
La Diplomatura en Educación Social fue establecida en España por el Real Decreto 1420/1991, de 30 de agosto, pasando a convertirse en Grado en Educación Social en el año 2012. Actualmente, este grado se imparte en diversas comunidades autónomas como Murcia, Castilla-La Mancha, Cataluña, Castilla y León, Madrid, País Vasco, Galicia, Canarias, Islas Baleares, Asturias, Extremadura, La Rioja, Comunidad Valenciana, Ceuta y Melilla. La titulación universitaria permite al educador social trabajar en una serie de ámbitos profesionales, como son la animación sociocultural o la educación de adultos.
| UNIVERSIDAD                       | FACULTAD                                                  | NOTA DE CORTE |
| --------------------------------- | --------------------------------------------------------- | ------------- |
| Universidad Complutense de Madrid | Facultad de Educación                                     | 9,754         |
| Universidad Autónoma de Madrid    | Centro superior de Estudios Universitarios La Salle       | 5,00          |
| Universidad de Barcelona          | Facultad de Educación                                     | 9,442         |
| Universidad Autónoma de Barcelona | Facultad de Ciencias de la Educación                      | 10,054        |
| Universidad de Gerona             | Facultad de Educación y Psicología                        | 8,992         |
| Universidad de Lérida             | Facultad de Ciencias de la Educación                      | 7,860         |
| Universidad Rovira i Virgili      | Facultad de Ciencias de la Educación y Psicología         | 8,546         |
| Universidad de Vich               | Facultad de Educación, Traducción y Ciencias Humanas      | 5,000         |
| Universidad Ramon Llull           | Facultad de Educación Social y Trabajo Social Pere Tarrés | 5,000         |
| Universidad de Valencia           | Facultad de Filosofía y Ciencias de la Educación          | 8,427         |
| Universidad de Granada            | Facultad de Ciencias de la Educación                      | 9,115         |
| Universidad de Salamanca          | Facultad de Educación                                     | 7,851         |

El primer colegio profesional de educación social creado en España fue el Colegio de Educadoras y Educadores Sociales de Cataluña (CEESC), fundado en 1996. En 2006 se creó el Consejo General de Colegios de Educadoras y Educadores Sociales (CGCEES), integrado por los colegios profesionales establecidos en todas las comunidades autónomas del país.

## Ámbitos de trabajo
Los campos profesionales del educador/a social son muy amplios, variados y diversos, aspecto que dificulta la definición de sus competencias profesionales  debido al variado y amplio campo de acción de estos profesionales. El educador/a puede trabajar con perfiles muy diferentes:
- Atención a la infancia en riesgo

- Atención a la adolescencia y juventud
- Atención a la tercera edad
- Atención a personas con dependencia de cualquier tipo
- Atención a la familia
- Atención a los discapacitados físicos, psíquicos y sensoriales
- Atención a personas en situación de sin hogar
- Atención a víctimas de violencia de género
- Atención a personas drogodependientes
- Atención a personas inmigrantes
- Atención a Menores Extranjeros No Acompañados (MENA)
- Atención a menores tutelados

## Habilidades y capacidades necesarias
Un educador social debe de tener ciertas habilidades formadas por principios, valores, conocimientos, actitudes emociones y motivaciones para desarrollar de la mejor manera su práctica profesional y así conseguir una mejor relación con aquellos a quien acompaña y más facilidad para separar el campo de su vida personal al de aquellas situaciones que se pueda encontrar en su ámbito.
Las competencias necesarias se pueden clasificar en tres tipos de saberes:
- Teóricos o conceptuales: conciencia del conocimiento científico y de su aplicación. Saber que.
- Prácticos o procedimentales: relacionados con las formas de actuación, las habilidades cognitivas (pensamiento crítico, visión global, organización..., las habilidades de comunicación y aquellas prácticas (intervenciones profesionales, trabajo en equipo...). Hacer y saber sobre este hacer.
- Actitudinales y éticos: Referentes a las características individuales de los educadores y otros elementos indispensables que nos implican con el resto de usuarios y equipo (valores éticos, actitudes...) Saber, estar, para qué y por qué.